# Jean-Loup Hubert
Jean-Loup Hubert (Nantes, 4 ottobre 1949) è un regista e sceneggiatore francese.

## Filmografia
- L'Année prochaine... si tout va bien (1981)
- La smala (1984)
- Innocenza e malizia (Le grand chemin) (1987)
- Un nemico per amico (Après la guerre) (1989)
- La reine blanche (1991)
- À cause d'elle (1993)
- Marthe (1997)
- 3 petites filles (Trois petites filles) (2004)

## Premi e riconoscimenti

### Premio César
- 1988 - Nominato a miglior regista per Innocenza e malizia (Le grand chemin)
- 1988 - Nominato a migliore sceneggiatura originale per Innocenza e malizia (Le grand chemin)
- 1988 - Nominato a migliore film per Innocenza e malizia (Le grand chemin)

### National Board of Review Awards
- 1988 - Nominato a migliore film straniero per Innocenza e malizia (Le grand chemin)